# 若林八幡宮
若林八幡宮（わかばやしはちまんぐう）は、愛知県豊田市若林西町にある神社。旧社格は九等級 旧指定村社。

## 歴史
1054年（天喜2年）、若林小左衛門が村の18戸の産土神として八幡神を勧請し、社殿を逢妻川の辺なる小高い丘に建てて奉ったのが始まりと言われる。
元永年間、寛喜年間修覆を加え、1294年（永仁6年）社殿を改築し、1357年（正平11年）屋根替えをするなど、たびたび修繕されてきた。
1446年（文安3年）、「千葉三十郎（後、都築三十郎）邁如上人の請によって、石川政康等と共に武州都築から移住した。 都築一党崇神の念厚く、八幡宮の社殿を改造し、社地を調え、又祭事を厳にした。」とあるように、社殿の大修築が行われた。また、その後も明応年間に本多四郎左衛門親平が上ノ山(かみのやま）に城を築いた際にも社殿の大修築が行われた。
1872（明治5年）10月に村社に列し、同39年神饌幣帛料供進の神社に指定された。
例祭日は、明治維新前は旧暦8月15日であったが、明治の中頃まで9月12日となり後に10月16日に改められた。
その後も本殿が1878年（明治11年）、拝殿が1965年（昭和40年）に改修された。
近年では大地震や劣化への対応のため、2010年（平成22年）度の本殿と祝詞殿改築工事が決定した。5月7日に仮殿遷座祭が滞りなく執り行われた。

## 祭神
- 誉田別尊（ほむたわけのみこと）
- 大日孁貴命（おおひるめむち）
- 天目一箇命（あまのめひとつ）

## 祭事
- 1月1日 ：歳旦祭
- 1月15日 ：星祭
- 3月16日 ：稲荷社祭
- 4月16日 ：祈年祭
- 7月16日 ：津島社祭
- 9月16日 ：秋葉社祭
- 10月16日に近い日曜日 ：例祭
- 10月31日 ：神送り
- 11月30日 ：神迎え
- 12月16日 ：新嘗祭
- 12月31日 ：大祓
- 毎月16日 ：月次祭

## 交通
- 名鉄三河線 若林駅から徒歩11分